# Gare d'El Guemmour
La gare d'El Guemmour est une ancienne gare ferroviaire algérienne située sur le territoire de la commune d'El Anasser, dans la wilaya de Bordj Bou Arreridj.

## Situation ferroviaire
La gare est située dans la localité d'El Guemmour, dans l'est de la commune d'El Anasser, sur la ligne d'Alger à Skikda où elle est précédée de la gare d'El Anasser et suivie de celle de Bir Aïssa Ayada.

## Service des voyageurs

### Desserte
En 2023, la gare n'est pas desservie par les trains de la Société nationale des transports ferroviaires.